# Cathédrale de Sigüenza
Cette  cathédrale n’est pas la seule cathédrale Sainte-Marie.
La cathédrale Sainte-Marie est une cathédrale catholique de la ville de Sigüenza, dans la communauté autonome de Castille-La Manche, en Espagne. Elle est le siège du diocèse de Sigüenza-Guadalajara, qu'elle partage avec la co-cathédrale Sainte-Marie de Guadalajara.

## Histoire
Son origine remonte au XIIe siècle, quand l'évêque Don Bernardo de Agén fut nommé par l'archevêque de Tolède Bernard de Sédirac au XIIe siècle. Sa construction a commencé en 1144, certainement sur les fondations d'un ancien temple wisigoth et maure.
En 1520-1521 et 1523 le nom du peintre de la Renaissance Juan Soreda apparaît dans les comptes de l'œuvre de la cathédrale. Il a travaillé ensuite au retable dédié à sainte Livrade entre 1526 et 1528. Inséré dans une chapelle funéraire, ce petit retable est décoré de motifs végétaux abondants. À l'exception de la partie supérieure du corps central, les six tableaux sont consacrés à la vie de la sainte :  Livrade et ses sœurs à Catelio, Les sœurs de Livrade délibérant sur son sort, Livrade montre la voie à une de ses sœurs, Décapitation de sainte Livrade et sainte Livrade en Majesté. Le plus intéressant est probablement le dernier, inspiré par le tableau La Vierge du nuage de Raimondi à partir d'une composition de Raphael. À l'arrière de la sainte, le bâtiment central est une réminiscence de L'École d'Athènes sur une plus petite échelle, avec des niches abritant des tableaux de Cupidon et une frise avec quatre travaux d'Hercule en faux marbre. Les allusions au monde classique sont complétées par une série de médaillons d'empereurs et une frise inférieure avec Néréides et les Tritons.
Le retable majeur a été commandé par l'évêque franciscain Mateo de Burgos aux sculpteurs Pompeo Leoni et Giraldo de Merlo, qui ont signé le contrat d'exécution le 24 septembre 1608 ; Leoni meurt la même année et Giraldo de Merlo se chargea de l'exécution. Selon les souhaits de l'évêque, les plans ont été réalisés en occupant le plus d'espace possible, mais en laissant la partie supérieure libre pour les vitraux, offerts par l'évêque. 

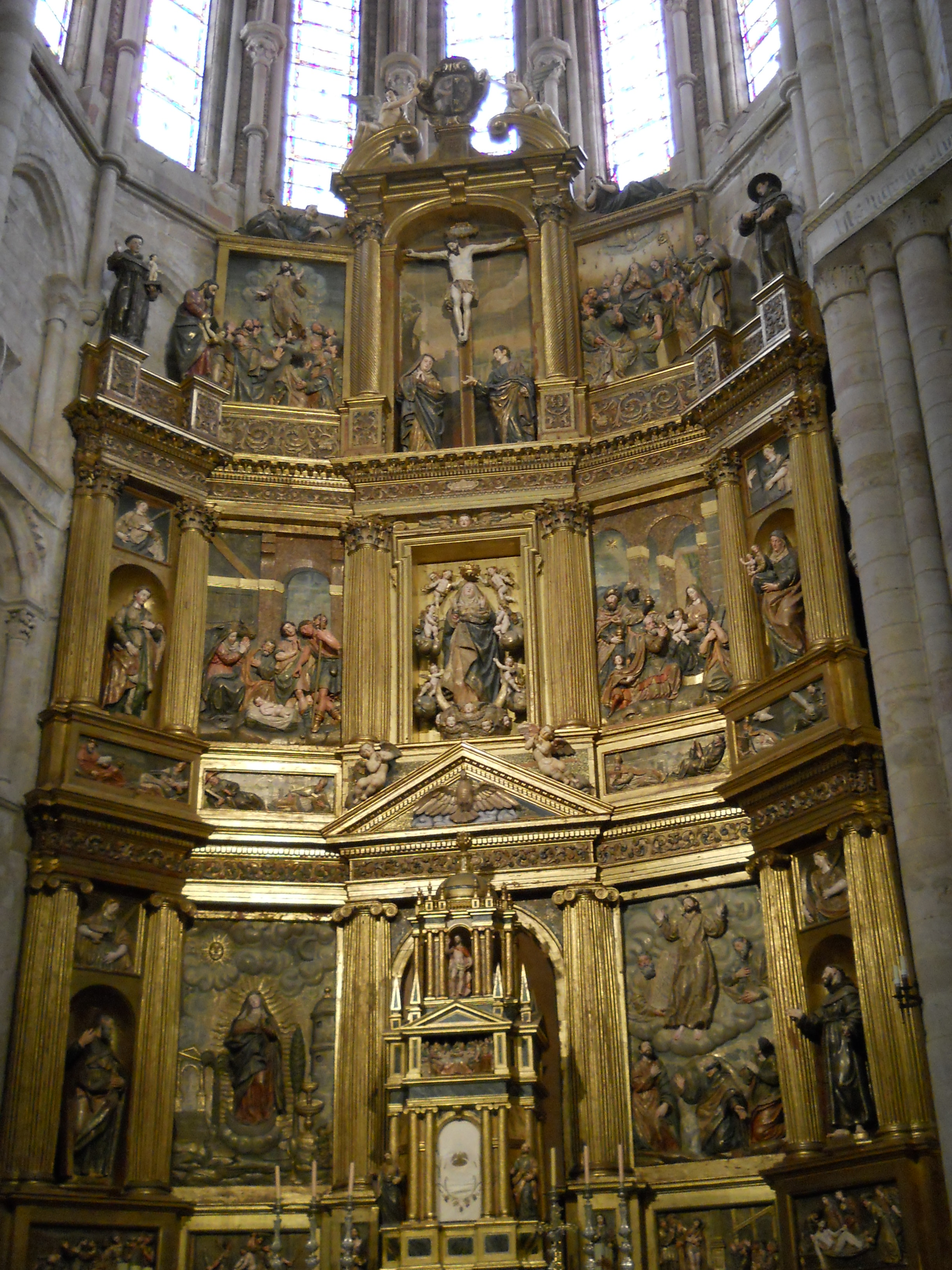
Le retable majeur

La cathédrale a été élevée au rang de basilique mineure en 1948.

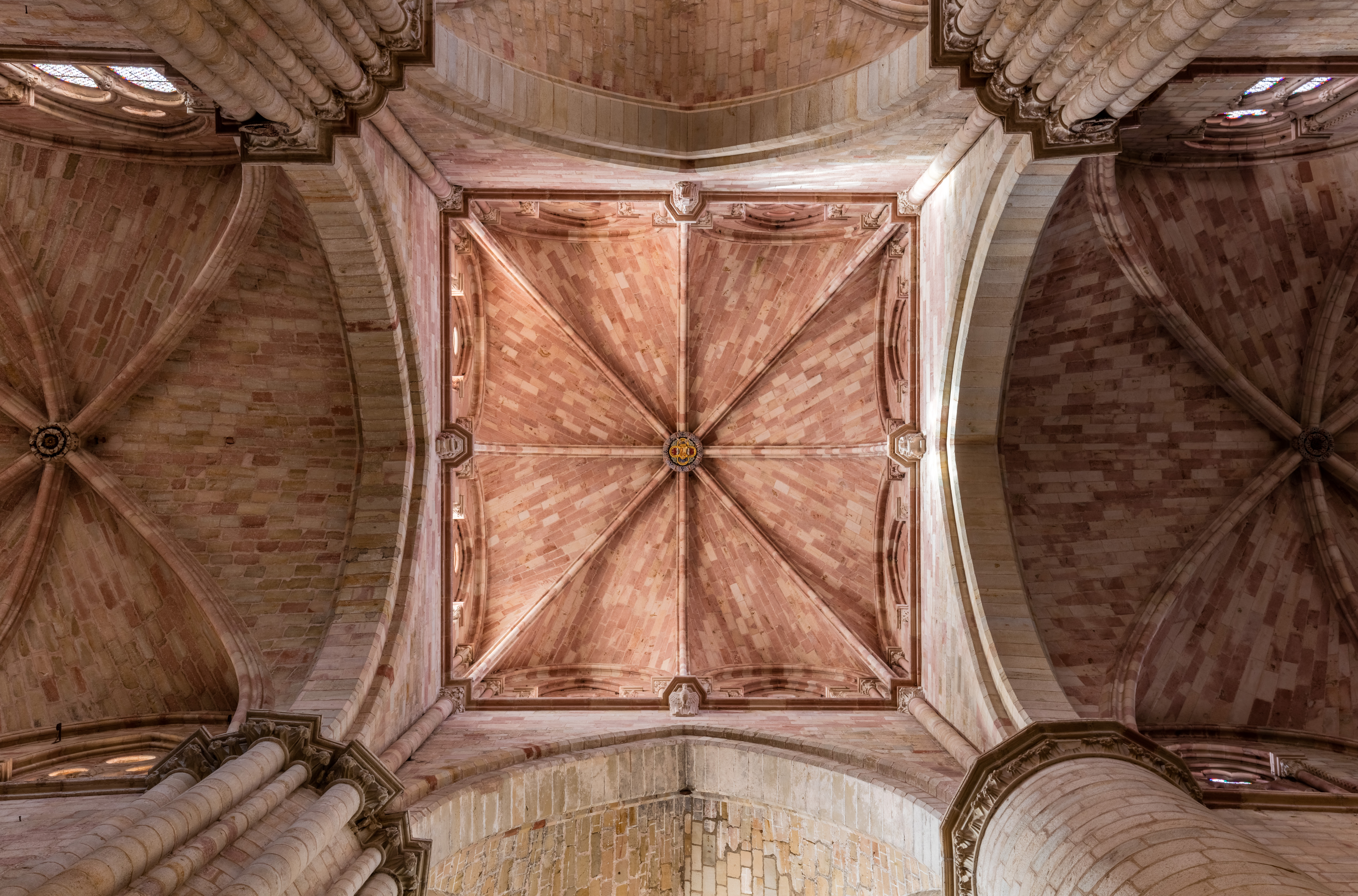
Croisée d'ogives à la cathédrale de Sigüenza.

### Sources
- (en) Cet article est partiellement ou en totalité issu de l’article de Wikipédia en anglais intitulé « Sigüenza Cathedral » (voir la liste des auteurs).